# Sythener Hellweg

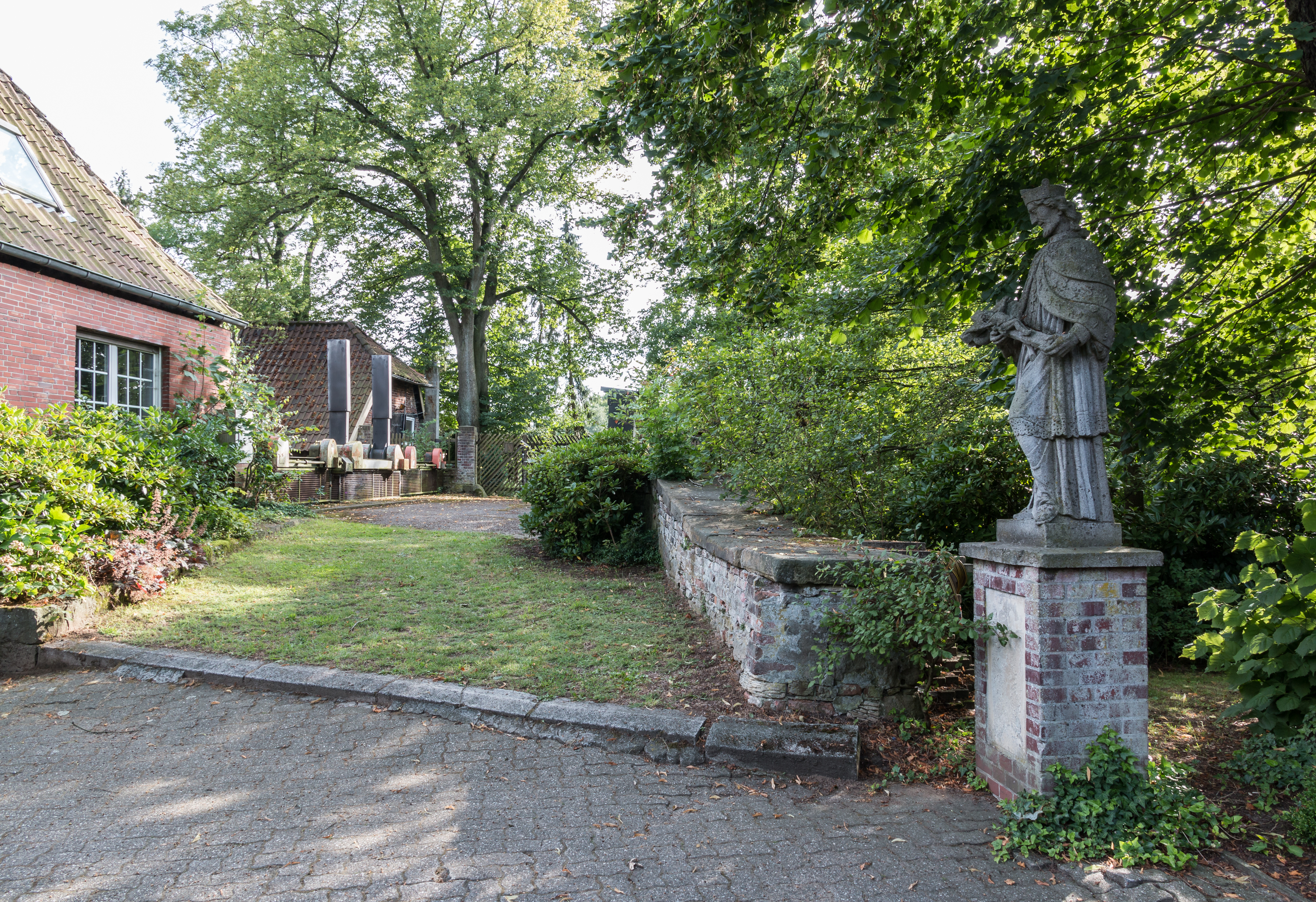
Brücke über den Heubach an der „Großen Teichsmühle“ in Hausdülmen

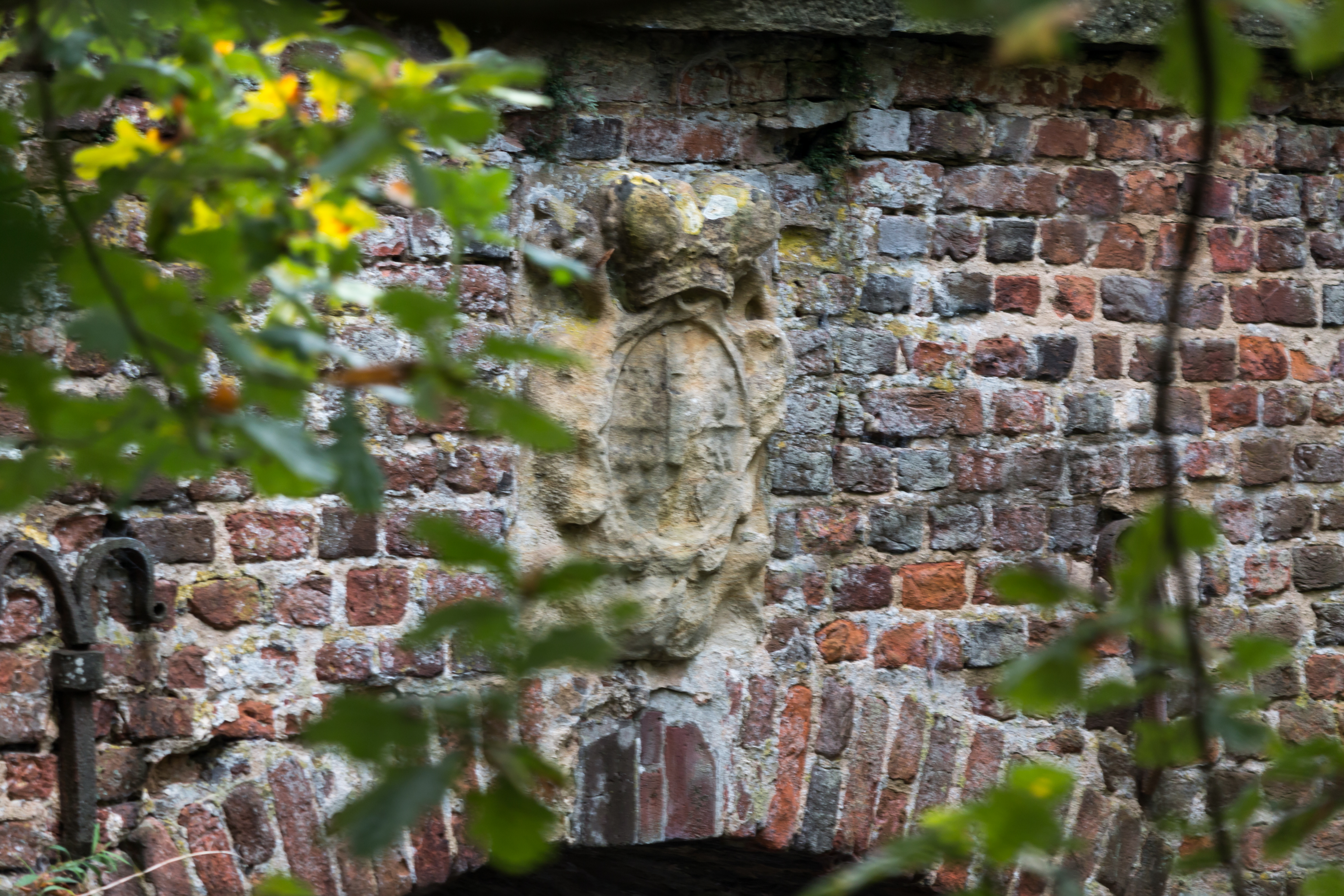
Wappen von Friedrich Christian von Plettenberg an der Brücke

Der Sythener Hellweg über Sythen ist die älteste Verbindung zwischen Dülmen und Haltern. Er diente jahrhundertelang als Heerweg und Handelsstraße, obwohl man ihn nach heutigem Verständnis nicht als Straße bezeichnen würde.
Das Teilstück von Sythen-Lehmbraken bis zur Ortsgrenze von Dülmen besteht noch heute aus einem Sandweg, dessen Schlaglöcher hin und wieder mit Steinen aufgefüllt werden. Dieser Zustand kommt der ursprünglichen Beschaffenheit noch am nächsten. In früheren Jahren wurden zu tiefe und nasse Wagenspuren mit Holzbündeln ausgebessert oder man überwand sehr feuchte Wegstrecken durch den Bau eines Knüppeldammes.
Der Sythener Hellweg überquerte an der Großen Teichsmühle in Hausdülmen über eine hölzerne Brücke den Heubach, bis Friedrich Christian von Plettenberg sie 1705 durch eine Steinbrücke ersetzen ließ. Sein Wappen ist auf einer Sandsteinplatte an dem mittleren Pfeiler der Brücke stromaufwärts angebracht.

## Verlauf

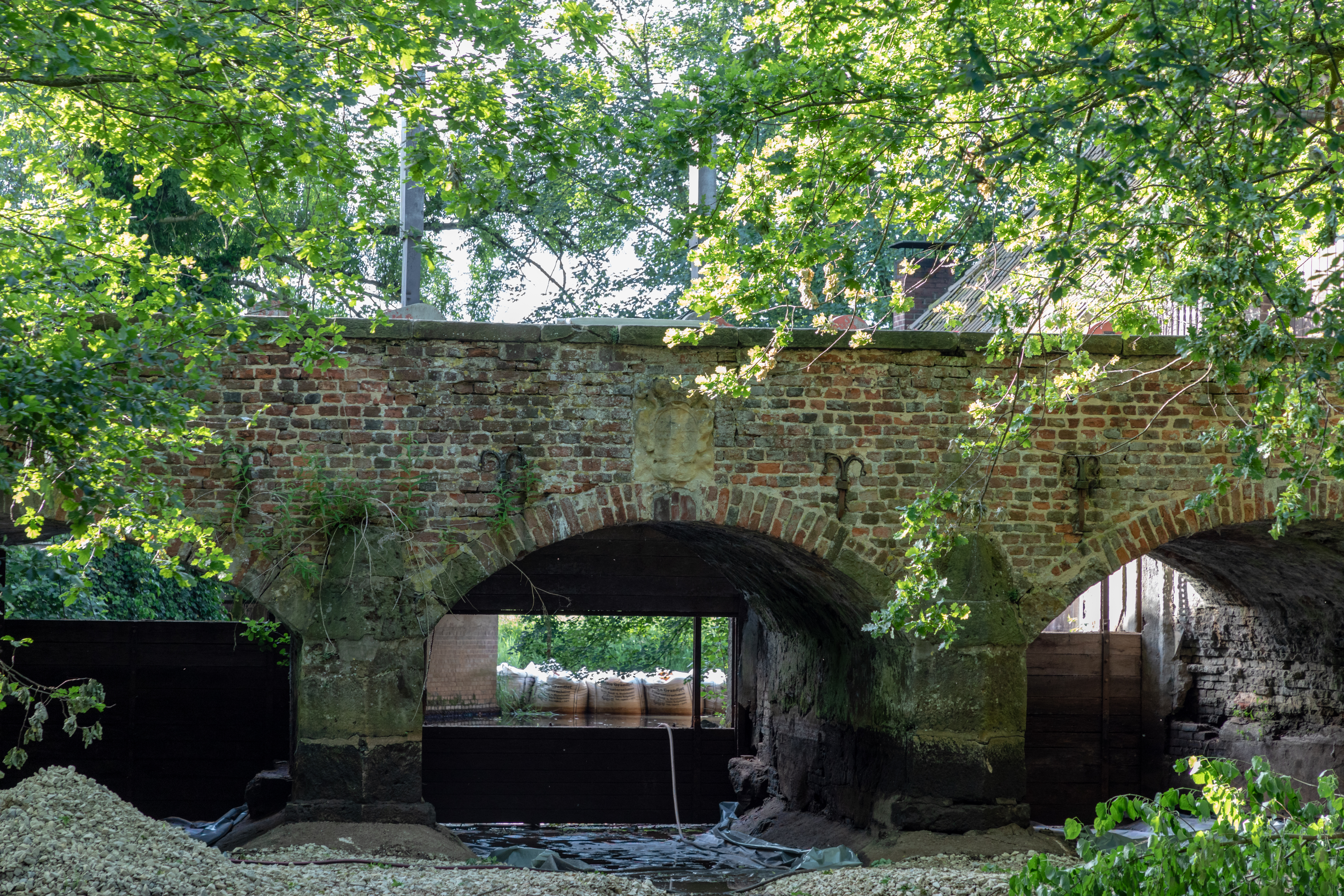
Historische Brücke an der Großen Teichsmühle in Hausdülmen

Der Sythener Hellweg verläuft zwischen Dülmen und Haltern am See. Aus heutiger Sicht verläuft er beginnend in Dülmen mit dem Mühlenweg in Richtung Südwesten, über die historische Brücke an der Großen Teichsmühle weiter über den Hellweg. Nach der Kreisgrenze im Bereich des Silbersees III erinnert die Struktur des Wegs an den ursprünglichen, unbefestigten Weg. Der Verlauf folgt in Sythen der Dülmener Straße, der Lehmbrakener Straße und weiter in Richtung Haltern am See dem Hellweg und in Haltern am See dem Breitenweg.